# 성간 전쟁
성간 전쟁(interstellar war)은 서로 다른 행성계의 전투원들 사이의 가상의 우주전이다. 이 개념은 SF (장르), 특히 스페이스 오페라 하위 장르에서 일반적인 플롯 장치를 제공한다. 대조적으로, 은하간 전쟁(intergalactic war)이라는 용어는 서로 다른 은하계의 전투원 간의 전쟁을 의미하고, 행성간 전쟁(interplanetary war)은 동일한 행성계의 서로 다른 행성의 전투원 간의 전쟁을 의미한다.

## 가능성
마이클 H. 하트(Michael H. Hart)는 만약 인간이 다른 행성계로 확산된다면, 성간 전쟁의 실제 가능성은 엄청난 거리로 인해(따라서 이동 시간도 포함됨) 낮을 것이라고 주장했다. 현재의 행성 내 전쟁이 포함된다. 대조적으로, 로버트 프레이타스는 카르다쇼프 척도의 유형 II 또는 유형 III 문명의 관점에서 보면 성간 전쟁에 필요한 에너지 소비가 사소한 것일 것이라고 주장했다.

## 같이 보기
- 우주전